# Torrent d'en Roca
El torrent d'en Roca és un curs d'aigua del municipi de Rellinars al Vallès Occidental. Neix a la carena del Camí Ral i desemboca a la riera de Rellinars després de recórrer 2,2 km.